# プローディ委員会
プローディ委員会（プローディいいんかい、1999年9月13日 - 2004年11月21日）はイタリアの元首相ロマーノ・プローディを委員長とする欧州委員会。

## 沿革
プローディ委員会は1999年9月13日、不祥事を起こし機構の威信を傷つけたサンテール委員会の総辞職を受けて暫定的に任命されていたマリン委員会を経て発足した。当初委員は20名で構成され、その後2004年の欧州連合 (EU) の拡大を受けて30名となった。プローディ委員会は、加盟国の中でも規模が大きい5か国が2人の委員を出していた最後の委員会となる。
この10代目となる欧州委員会はアムステルダム条約により権限やその影響力が拡大されている。一部のメディアではプローディを「 EU の首相」と表現している。
EU の拡大やアムステルダム条約のほかに、プローディ委員会の下ではニース条約の発効、そして欧州憲法条約の策定と調印がなされた。この中でプローディは協議において「従来の方法」を採用している。1999年にはユーロが導入され、2002年には全15加盟国中12か国で現金が発行され、通貨統合がなされた。しかし、プローディ委員会は精彩を欠いていると批判され、その情報発信力の乏しさのために EU の拡大やユーロの登場といった大きな出来事があったにもかかわらず、それらに衝撃力を与えることができなかった。
プローディ委員会は2004年10月31日で任期を終えるはずだったが、後任のバローゾ委員会の人事案が欧州議会での承認を受けることができなかったため、同年11月21日まで任期が延長された。

## 委員
1999年の委員会発足当初は20人の委員がおり、その出身国別の内訳は、まず各国から1人ずつ、それに加えてイタリア、フランス、ドイツ、スペイン、イギリスの5大国からさらに1人ずつとなっていた。
2004年には新たに15人の委員が新任され、うち5人は任期満了となった委員との交代、残る10人は同年 EU に新規加盟した10か国から任命されている。このとき任命された委員の多くがバローゾ委員会でも再任されている。
新規加盟国出身の委員は既存の委員と担当分野を共有しており、ポストの新設や無任所の委員が出ることはなかった。
以下の表は委員の人数を政治傾向ごとに示しており、1段目は委員会の発足当初の数、2段目は新規加盟国出身の委員の数、3段目は退任時の数となっている。背景色はさらにその下の表の各委員の政治傾向も示している。
| 政治傾向                             | 左派 (PES) | 中道 (ELDR) | 右派 (EPP-ED) | 緑の政治 (EGP) | 無所属 |
| 1999年 - 2003年                      | 11         | 1           | 6             | 1              | 1      |
| 2004年5月 （拡大に伴う新任委員のみ） | 0          | 2           | 2             | 0              | 6      |
| 2004年11月 （退任時）                | 9          | 5           | 8             | 1              | 7      |

### 従来の加盟国から任命されている委員
| 政策分野                                | 委員                                   | 出身国         | 所属政党              |
| --------------------------------------- | -------------------------------------- | -------------- | --------------------- |
| 委員長                                  | ロマーノ・プローディ                   | イタリア       | l'Ulivo/Demo PES/EDLR |
| 副委員長 行政改革担当                   | ニール・キノック                       | イギリス       | Labour PES            |
| 副委員長 議会関係、運輸、エネルギー担当 | ロジョラ・デ・パラシオ                 | スペイン       | PP EPP                |
| 競争担当                                | マリオ・モンティ                       | イタリア       | 無所属                |
| 農業、漁業担当                          | フランツ・フィッシュラー               | オーストリア   | ÖVP EPP               |
| 企業、情報社会担当                      | エリッキ・リーカネン 2004年7月12日まで | フィンランド   | SDP PES               |
| 企業・情報社会担当                      | オッリ・レーン 2004年7月12日以降       | フィンランド   | Kesk. ELDR            |
| 域内市場担当                            | フリッツ・ボルケンシュタイン           | オランダ       | VVD ELDR              |
| 研究担当                                | フィリップ・ビュスカン 2004年7月まで   | ベルギー       | PS PES                |
| 研究担当                                | ルイ・ミシェル 2004年7月以降           | ベルギー       | MR ELDR               |
| 開発・人道支援担当                      | ポール・ニールソン                     | デンマーク     | PD PES                |
| 拡大担当                                | ギュンター・フェアホイゲン             | ドイツ         | SPD PES               |
| 対外関係担当                            | クリス・パッテン                       | イギリス       | Conservatives ED      |
| 貿易担当                                | パスカル・ラミー                       | フランス       | PS PES                |
| 保健・消費者保護                        | デイヴィッド・バーン                   | アイルランド   | FF EPP                |
| 教育・文化担当                          | ヴィヴィアンヌ・レディング             | ルクセンブルク | CSV EPP               |
| 予算担当                                | ミヒャエル・シュライヤー               | ドイツ         | Greens EGP            |
| 環境担当                                | マルゴット・バルストローム             | スウェーデン   | SDWP PES              |
| 司法・内務担当                          | アントーニオ・ヴィトリーノ             | ポルトガル     | PS PES                |
| 雇用・社会問題担当                      | アンナ・ディアマントプル 2004年3月まで | ギリシャ       | PASOK PES             |
| 雇用・社会問題担当                      | スタブロス・ディマス 2004年3月以降     | ギリシャ       | ND EPP                |
| 地域政策担当                            | ミシェル・バルニエ 2004年4月まで       | フランス       | UMP EPP               |
| 地域政策担当                            | ジャック・バロ 2004年4月以降           | フランス       | UMP EPP               |
| 経済・通貨問題担当                      | ペドロ・ソルベス 2004年4月26日まで     | スペイン       | PSOE PES              |
| 経済・通貨問題担当                      | ホアキン・アルムニア 2004年4月26日     | スペイン       | PSOE PES              |

### 新規加盟国出身の委員
| 政策分野             | 委員                     | 出身国     | 所属政党         |
| -------------------- | ------------------------ | ---------- | ---------------- |
| 地域政策担当         | ペーテル・バラージュ     | ハンガリー | 無所属           |
| 貿易担当             | ダヌータ・ヒューブナー   | ポーランド | 無所属           |
| 経済・通貨問題担当   | シーム・カラス           | エストニア | ERP ELDR         |
| 開発・人道支援担当   | ジョー・ボルジ           | マルタ     | PN EPP           |
| 農業・漁業担当       | サンドラ・カルニエテ     | ラトビア   | 無所属           |
| 文化・教育担当       | ダリア・グリバウスカイテ | リトアニア | 無所属           |
| 拡大担当             | ヤネス・ポトチュニック   | スロベニア | 無所属           |
| 企業、情報社会担当   | ヤーン・フィゲル         | スロバキア | KDH EPP          |
| 予算担当             | マルコス・キプリアヌ     | キプロス   | Δημοκρατικό ALDE |
| 保健・消費者保護担当 | パヴェル・タリチカ       | チェコ     | 無所属           |